# Perisyntrocha anialis
Perisyntrocha anialis là một loài bướm đêm trong họ Crambidae.